# TrES-4 b
TrES-4 b – planeta pozasłoneczna odkryta w 2006 roku w ramach projektu Trans-Atlantic Exoplanet Survey (TrES). Planeta obiega gwiazdę GSC 02620-00648 położoną w gwiazdozbiorze Herkulesa, co 3,5 dnia przechodząc przed jej tarczą. Układ znajduje się w odległości około 1560 lat świetlnych od Ziemi.
W momencie odkrycia planeta była największą znaną planetą. Jej średnica jest około 1,7 raza większa niż Jowisza. Mimo tego, jej masa jest równa tylko 0,92 MJ. Oznacza to, że planeta ma niewielką średnią gęstość, ok. 0,2 g/cm³ (podobną do gęstości korka).